# Angelica (nome)
Angelica  è un nome proprio di persona italiano femminile.

## Varianti
- Maschili: Angelico

### Varianti in altre lingue
- Ceco: Angelika[1]
- Francese: Angélique[1]
- Greco moderno: Αγγελική (Aggelikī)[1]
  - Ipocoristici: Κική (Kiki)
- Inglese: Angelica[1], Angelika, Anjelica[1]
- Olandese: Angelique[1]
  - Ipocoristici: Lieke[1]
- Polacco: Angelika[1], Andżelika[1]
- Portoghese: Angélica[1]
- Rumeno: Angelica[1]
- Slovacco: Angelika[1]
- Spagnolo: Angélica[1]
- Tedesco: Angelika[1]
- Ungherese: Angyalka[1]

## Origine e diffusione
Si basa sul latino angelica, femminile di angelicus, che significa "angelico", "degli angeli". Venne usato dal Boiardo per la protagonista del suo Orlando innamorato, e ripreso da Ariosto per l'Orlando furioso. È successivamente entrato nell'uso comune a partire dal XVIII secolo.

## Onomastico
L'onomastico ricorre 12 settembre che commemora la beata Maria Luisa Angelica Prosperi, monaca benedettina, e il beato Giovanni da Fiesole, detto Beato Angelico o Fra Angelico, domenicano e pittore, la cui memoria cade il 18 febbraio. Si ricordano inoltre il 6 dicembre Angelica Leonti da Milazzo, detta "beata", terziaria dell'Ordine dei Minimi, e il 26 maggio, Maria Angelica Mastroti da Papasidero, mistica, detta "beata".

## Persone
- Angelica, cantante italiana

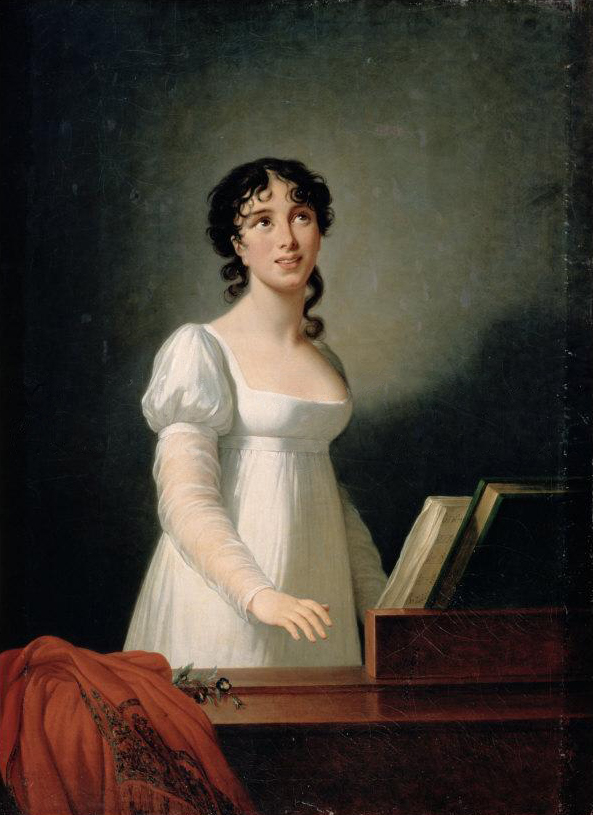
Angelica Catalani

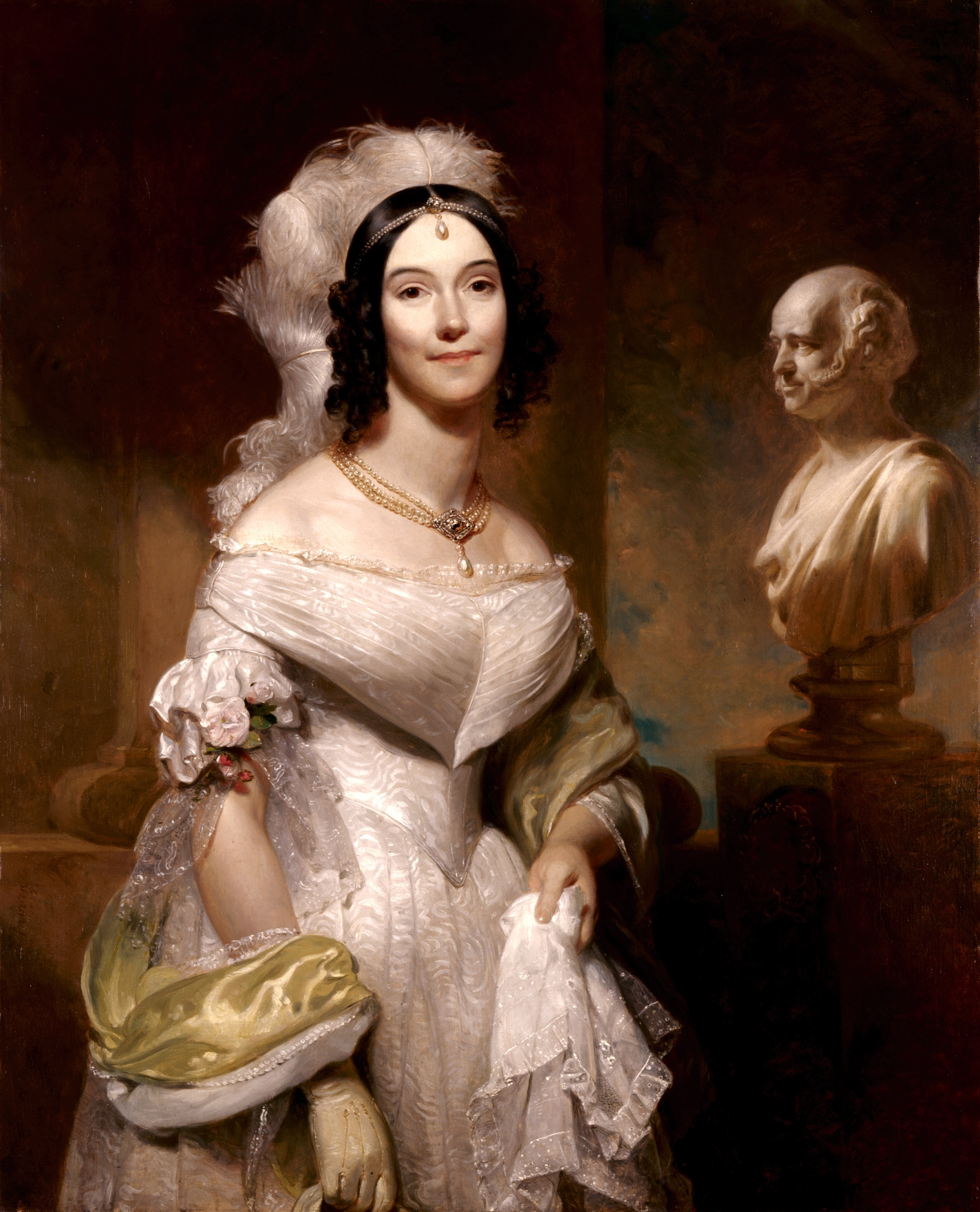
Angelica Van Buren

- Angelica Balabanoff, attivista e politica ucraina
- Angelica Bella, pornoattrice ungherese
- Angelica Blandon, attrice colombiana
- Angelica Bridges, attrice, modella e cantante statunitense
- Angelica Catalani, soprano italiano
- Angelica Costello, pornoattrice statunitense
- Angelica de' Medici, nobile fiorentina
- Angelica Garnett, scrittrice e pittrice britannica
- Angelica Ippolito, attrice teatrale italiana
- Angelica Lee, cantante e attrice malaysiana naturalizzata cinese
- Angelica Leo, attrice italiana
- Angelica Livraghi, personaggio televisivo italiano
- Angelica Massera, attrice, comica e imitatrice italiana
- Angelica Schiatti, cantautrice italiana
- Angelica Tintori, fumettista e saggista italiana
- Angelica Van Buren, first lady statunitense

### Variante Angelika
- Angelika Bahmann, canoista tedesca

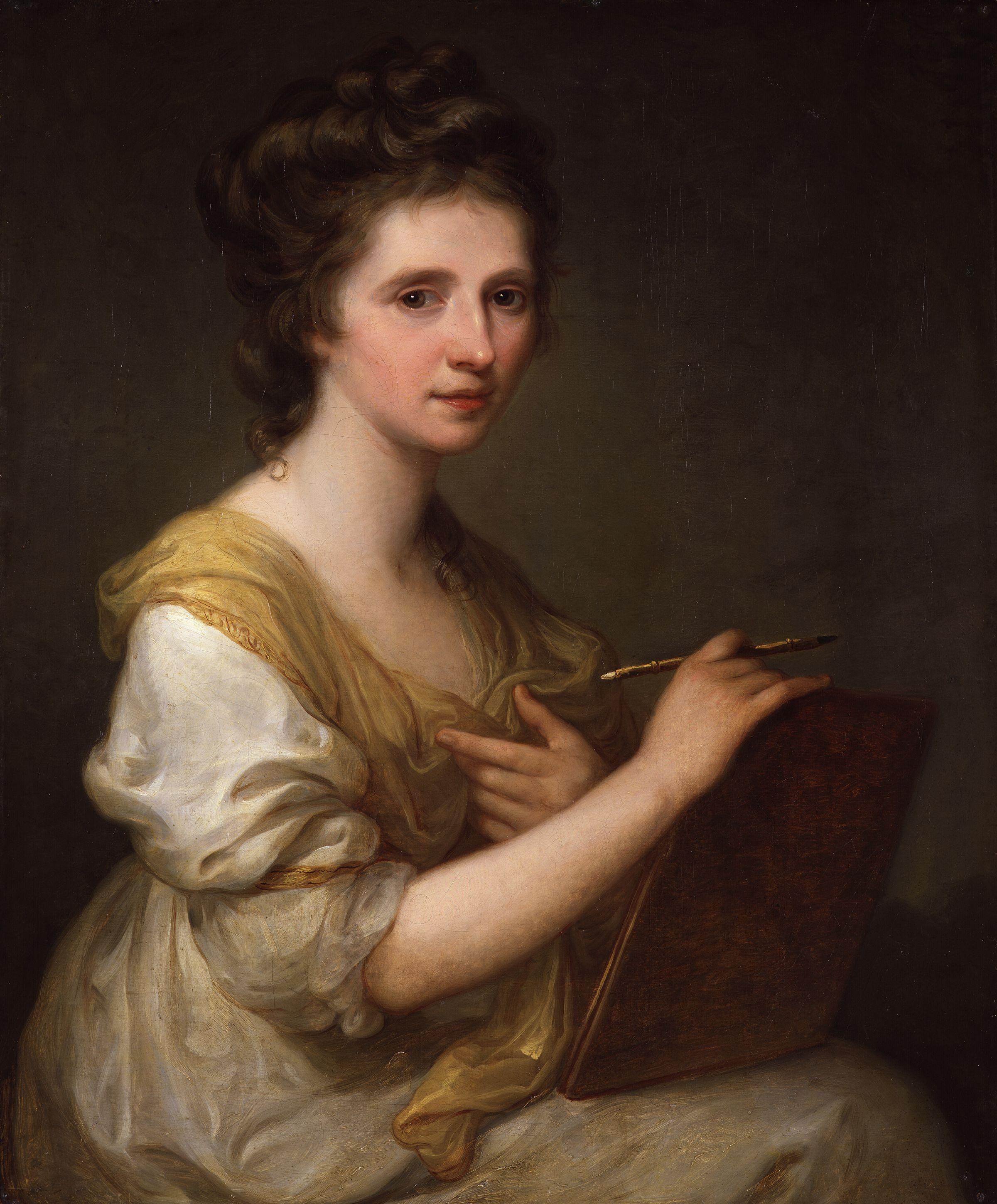
Angelika Kauffmann

- Angelika Jakubowska, modella polacca
- Angelika Kauffmann, pittrice svizzera
- Angelika Rainer, arrampicatrice italiana
- Angelika Raubal, nipote di Adolf Hitler
- Angelika Roesch, tennista tedesca
- Angelika Schafferer, slittinista austriaca

### Variante Angélica
- Angélica Aguilar, schermitrice messicana
- Angélica Aragón, attrice messicana
- Angélica Dueñas, schermitrice messicana
- Angélica Larios, schermitrice messicana

### Variante Angelique
- Angelique Kerber, tennista tedesca

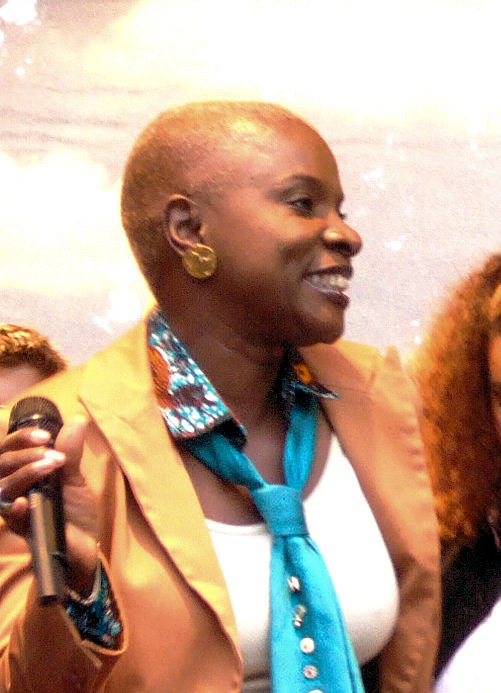
Angélique Kidjo

- Marie-Angélique Memmie Le Blanc, "bambina selvaggia" ritrovata in Francia
- Angelique Widjaja, tennista indonesiana

### Altre varianti femminili
- Angélique de Fontanges, amante di Luigi XIV di Francia
- Anjelica Huston, attrice, regista e modella statunitense
- Angeliki Karapataki, pallanuotista greca
- Angélique Kidjo, cantante beninese

### Variante maschile Angelico

Angelico Lipani

- Angelico Aprosio, letterato e scrittore italiano
- Angelico Fabbri, patriota, massone e carbonaio italiano
- Angelico Lipani, religioso italiano

## Il nome nelle arti
- Angelica è un personaggio dell'Orlando innamorato di Matteo Maria Boiardo e dell'Orlando furioso di Ludovico Ariosto.
- Angelica è la protagonista di una serie di romanzi scritti da Anne e Serge Golon, ispirati alla vita di Suzanne du Plessis-Bellière. Negli anni sessanta venne girata una serie di film tratti dai romanzi.
- Angelica è un personaggio del romanzo di Giuseppe Tomasi di Lampedusa Il Gattopardo.
- Angelica Teach è un personaggio della serie di film Pirati dei Caraibi.
- Angelica è una canzone del gruppo Le Vibrazioni
- Angelica Camilli è la protagonista femminile della serie televisiva È arrivata la felicità.

## Toponimi
- 965 Angelica è un asteroide della fascia principale, che prende il nome da Angelica Hartmann, moglie dello scopritore Johannes Franz Hartmann.